# Rancho Rincón de los Esteros

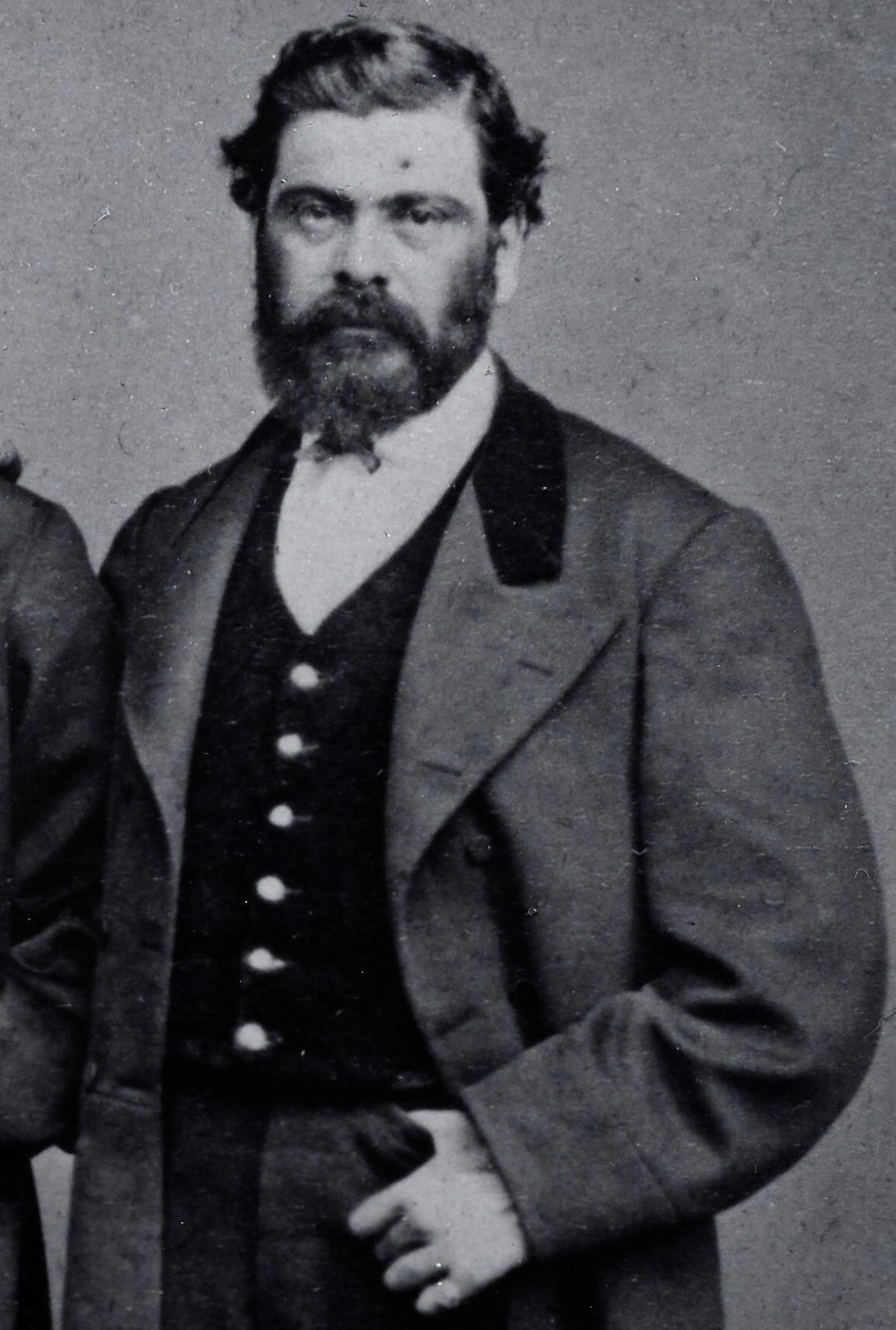
Rancho Rincón de los Esteros Estuvo concedido a Ignacio Alviso en 1838.

El Rancho Rincón de los Esteros era una subvención de tierra mexicana de 6,353-acre (25.71 km²) en el actual Condado de Santa Clara, California.
Este fue dado por el Gobernador Juan Bautista Alvarado en 1838 a Ignacio Alviso.  El nombre significa  Estuaries Córner o Estuaries Bend.
El rancho estuvo localizado en el actual Condado de Santa Clara, en la costa sur de la Bahía de San Francisco entre los desembocamiento  del río Guadalupe y en la bahía Coyote Creek.

## Historia
Ignacio Alviso (1772 - 1848), era hijo de Domingo Alviso, uno de los miembros de la Expedición de Anza, era soldado en el Presidio San Francisco, y se retiró en 1838.  La ciudad de Alviso recibió su nombre en conmemoración de Ignacio Alviso.
Se presentaron ante la Comisión de Tierras Públicas tres reclamos por tres partes separadas del Rancho Rincón de los Esteros estuvo archivado con la Comisión de Tierra Pública. En 1852, Rafael Nicanor Alviso presentó una reclamación y en 1872 se le otorgó una patente por 2.200 acres (8,9 km).
La segunda reclamación fue presentada por Francisco Berryessa (de la familia  Berryessa de California) ante la Comisión en 1852 y una patente de 1,844 acres (7.5 km²) otoradaó en 1873.  Francisco Berreyesa era el hijo de Guadalupe Berreyesa (181–1850) y María Dolores Alviso (181–1850), quién era hija de Ignacio Alviso y Margarita Bernal.
La tercera reclamación fue presentada por Ellen E. White ante la Comisión en 1852 y una patente de 2,308 acres (9.3 km²) otorgada en 1862.  Charles White (1823–1853), era un nativo de Irlanda que llegó a Misuri en 1846 con su mujer, Ellen E. Blanco, y dos hijos, fue uno de los ciudadanos más ricos y destacados del pueblo de San Jose. Fue alcalde del Pueblo de San José en 1848.   White también era dueño del Rancho Cholame y el Rancho Pala.  Charles White murió en la explosión del barco de vapor "Jenny Lind" en la ruta de Alviso a San Francisco el 11 de abril de 1853.
Originalmente, el rancho mexicano se extendió entre Arroyo Penitencia en el este y el Río Guadalupe en el oeste. Para cuando los tribunales estadounidenses confirmaron la concesión, los colonos de Milpitas ya habían perdido la parte este de Coyote Creek.
La tierra pantanosa, a solo unos cuantos pies sobre el nivel de mar en la mayoría de los sitios, se utilizó para el pastoreo de ganado durante un largo tiempo después de la subvención original. Había numerosos huertos que existían en la tierra a principios de la década de los 1900 y, además, la lechuga se cosechó más recientemente en 1970.

## Legado
Hoy, varias ubicaciones dentro de San Jose llevan el nombre del rancho. El Rincon de los Esteros (o sencillamente Rincon) y los barrios Rincon Sur del norte San Jose cubren la mayor parte del anterior rancho.
Rincón de los Esteros. Es también el nombre de un proyecto de viviendas dentro del distrito de Rincón.